# Plaça de la Llana
La plaça de la Llana està situada a la confluència dels barris medievals de Santa Caterina, Bòria i Sant Cugat de Barcelona.

## Història
La plaça té 500 anys o més d'antiguitat. S'hi va documentar activitat com a mercat a partir de l'any 1513, en un primer moment, de plats i olles i posteriorment de llana; d'aquí li ve el nom. Val a dir que en el proper barri de Sant Pere s'ubicaven multitud de telers i vapors relacionats amb el sector tèxtil, una industria fonamental i amb molta tradició en l'economia catalana. En aquella època, Barcelona no disposava de grans places aptes per a organitzar un mercat.
La producció de la llana va tenir dos moments ben diferents. A principis del segle xiv, la presència de les dones filadores era majoritària, tal com posa de manifest el gravat d'una dona filant que es conserva en una de les parets de la plaça. A partir del segle xv, però, es van iniciar les restriccions laborals de les dones en el sector. A més de les filadores, durant l'Edat Mitjana, la plaça era un espai on treballaven moltes dones: garbelladores del blat, binadores i remeieres.
Amb el temps va canviar el sistema de comercialitzar la llana i els centres de producció es van desplaçar principalment al Vallès Occidental. Així, es creu que el mercat va deixar de tenir activitat durant la primera meitat del segle xix. No obstant això, l'activitat comercial a la plaça de la Llana sempre ha estat molt present i s'ha mantingut fins als nostres dies en forma de botigues de queviures, bars, forns i tota mena de petits comerços. Entre els locals amb més solera de la plaça, encara actius el dia d'avui, cal fer esment de la sabateria de barri Rapido Suàrez, oberta al públic l'any 1962.
El carrer de la Bòria va ser un dels escenaris de la protesta per la pujada dels preus dels productes de primera necessitat el 1789, donada la concentració en aquest carrer de molts establiments de venda de pa. Al costat de la plaça de la Llana, el carrer de les Semoleres recorda l'important paper de les dones en el gremi de la flequeria, el qual va ser un dels més igualitaris en el repartiment de beneficis entre dones i homes.
El 2024, durant unes obres al núm. 23, propietat de l'Ajuntament de Barcelona i destinat a acollir pisos amb suport, s'hi va descobrir un obrador de xocolata del segle xix que havia restat en l'oblit fins aleshores. Es va identificar com la fàbrica de xocolata de Climent Guàrdia, també documentada com Guardia (Clemente). Xocolates i pastillatge, a partir d'una placa de plom que servia per a fer-ne les etiquetes.

## Descripció
L'espai de la plaça és irregular amb vista zenital en forma d'embut. Hi convergeixen diversos carrerons, alguns d'ells a través d'arcades, com ara: l'arc de les Candeles, l'arc de Semolers o l'arc d'en Boquer. Els seus edificis són majoritàriament dels segles xviii i xix, alguns d'ells reformats a principis del segle xx. Hi destaca la farmàcia Cases-Parés, un establiment modernista ubicat en un edifici del segle xviii.

## Galeria

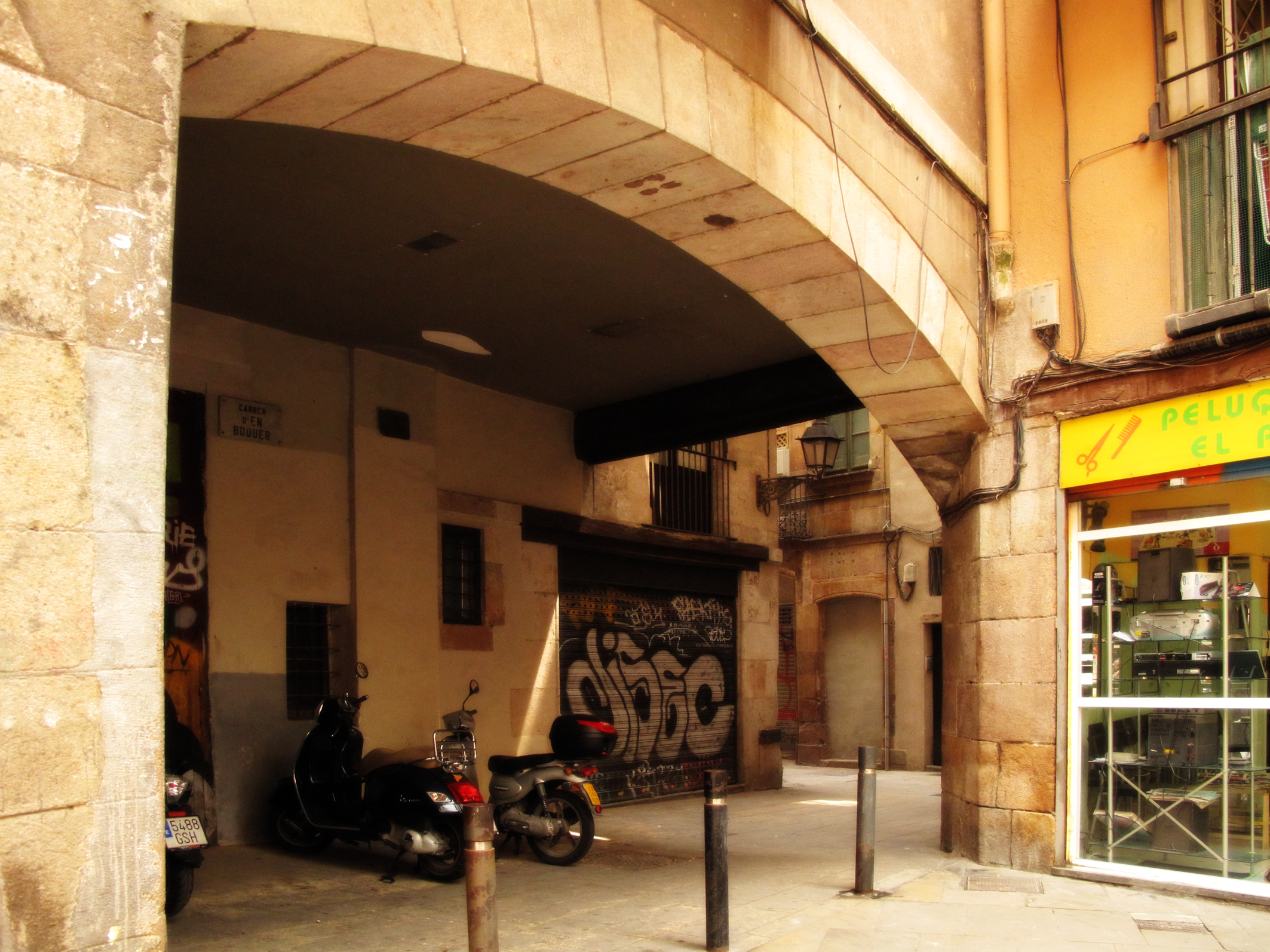
Arc d'en Boquer
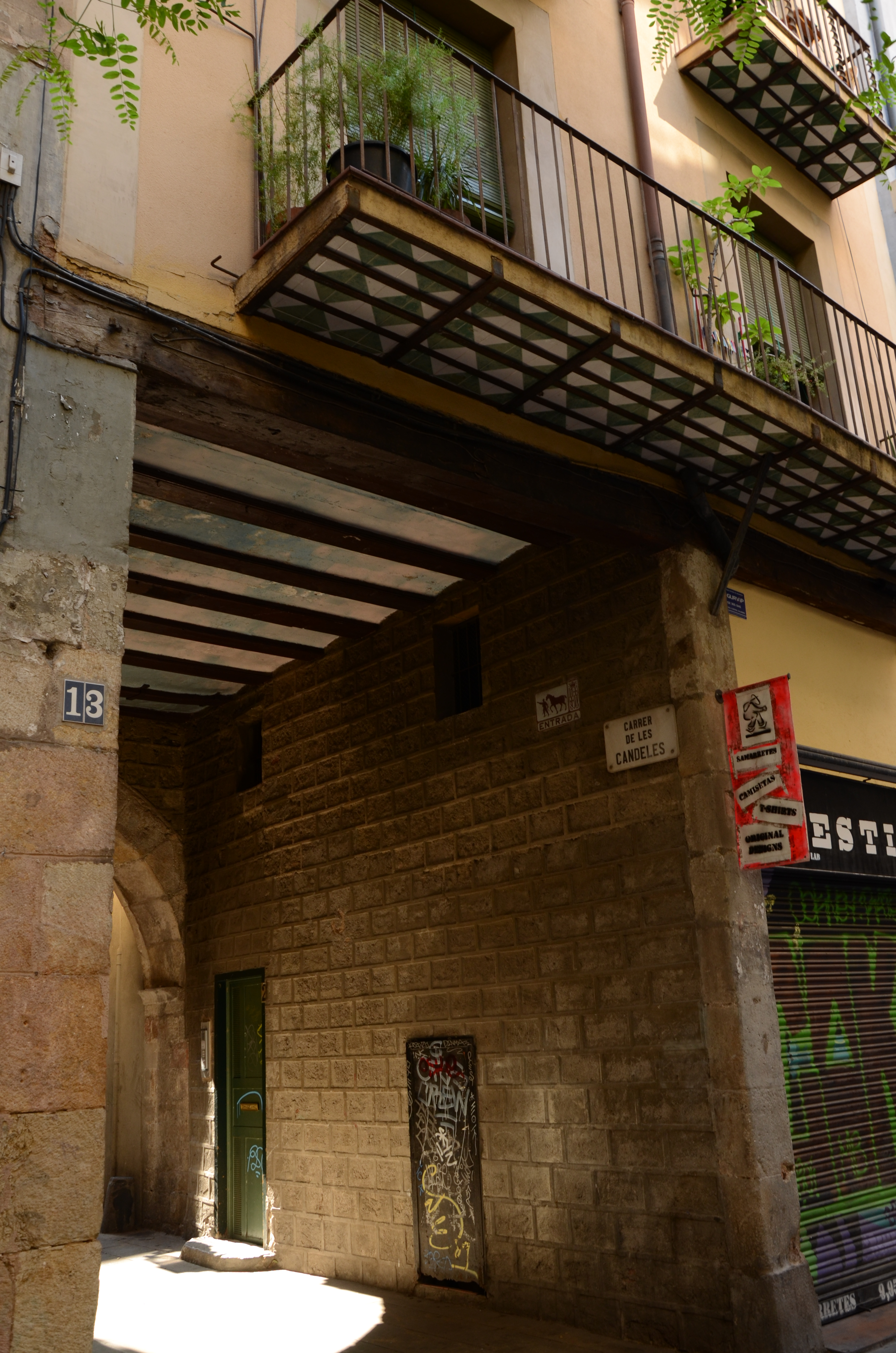
Edifici d'habitatges
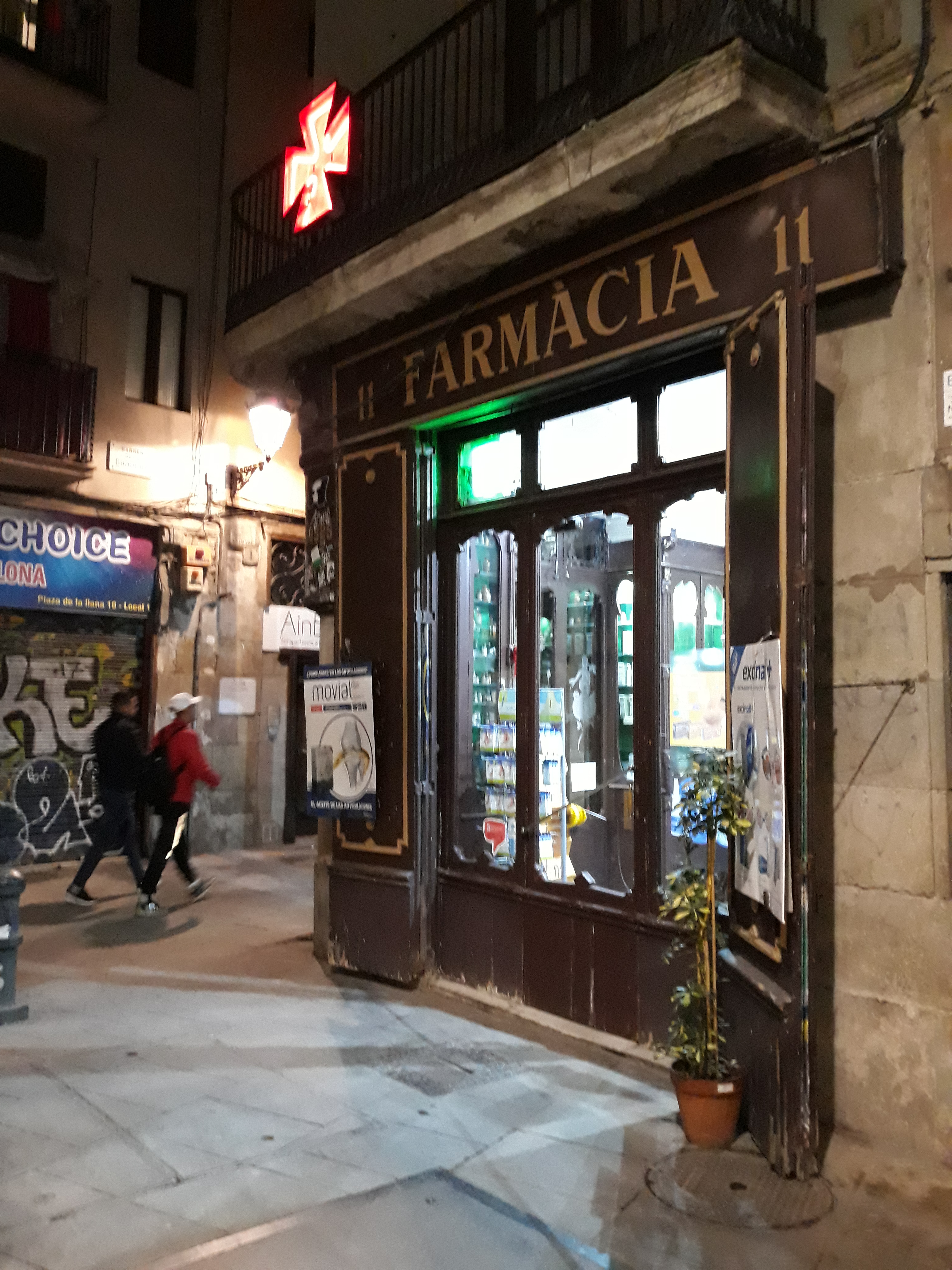
Farmàcia Cases-Parés
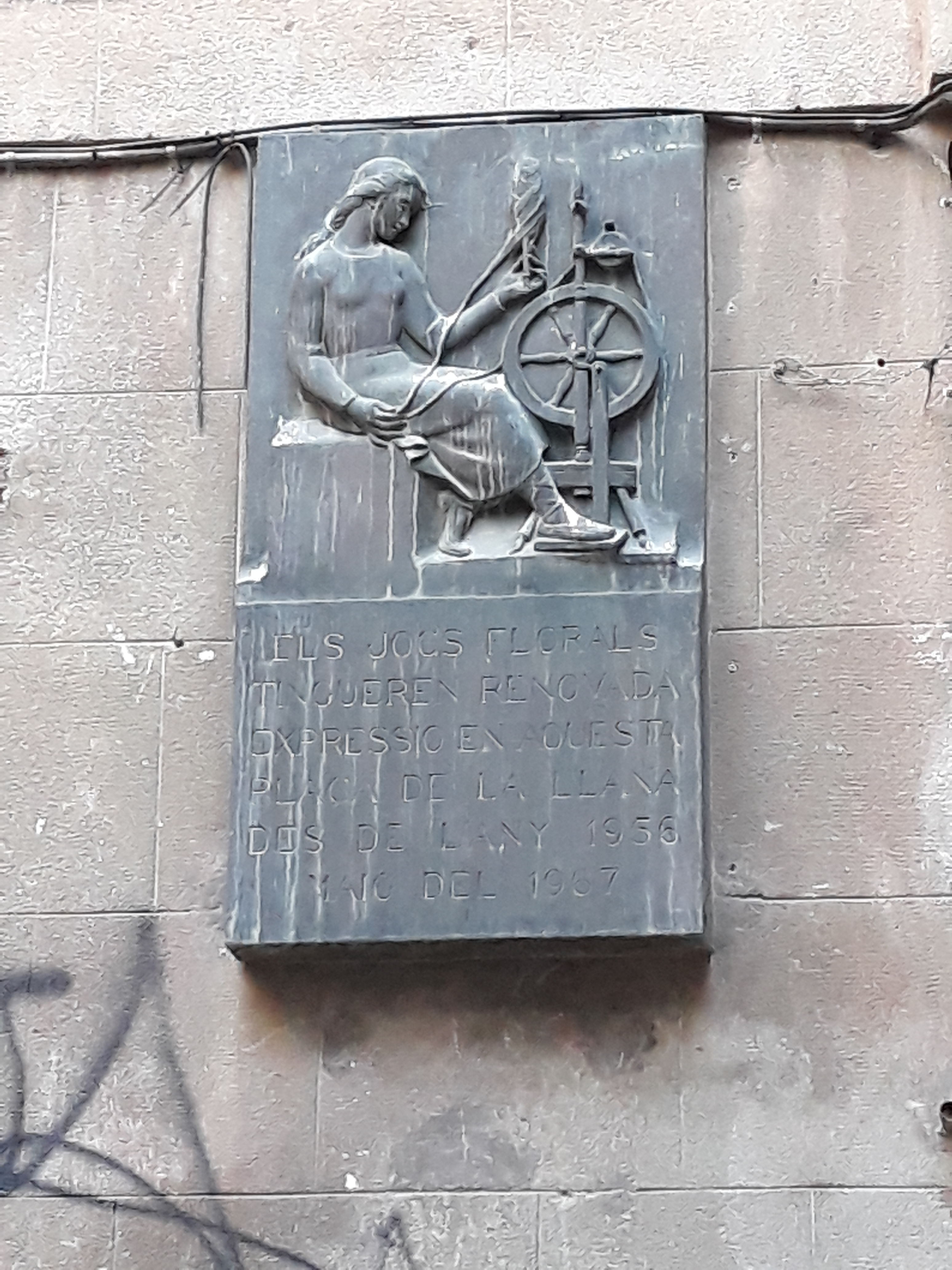
Placa dels Jocs Florals